# Nikolaj Antonov
Nikolaj Antonov (bulharsky Николай Якимов Антонов) (* 17. srpna 1968) je bývalý bulharský atlet, sprinter, halový mistr světa v běhu na 200 metrů z roku 1991.

## Sportovní kariéra
V roce 1988 získal stříbrnou medaili v běhu na 200 metrů na halovém mistrovství Evropy, stejného umístění dosáhl na evropském halovém šampionátu o dva roky později. V roce 1991 se stal halovým mistrem světa v běhu na 200 metrů. V následující sezóně se v této disciplíně stal halovým mistrem Evropy. Na mezinárodních soutěžích pod širým nebem medailového úspěchu nedosáhl – na mistrovství Evropy ve Splitu v roce 1990 doběhl ve finále na 200 metrů pátý, na mistrovství světa v Tokiu o rok později skončil v této disciplíně sedmý.

## Osobní rekordy
- skok do dálky – 821 cm (1994)
- 100 metrů – 10,39 s (1988)
- 200 metrů – 20,20 s (1991)